# 14940 Фрайліґрат
14940 Фрайліґрат (14940 Freiligrath) — астероїд головного поясу, відкритий 4 березня 1995 року.
Тіссеранів параметр щодо Юпітера — 3,417.